# Hush (film 1921)
Hush è un film muto del 1921 diretto da Harry Garson che compare anche come presentatore per la Equity Pictures Corporation, la casa produttrice. La sceneggiatura di Lenore Coffee si basa su un soggetto di Sada Cowan. Drammatico ma dai toni sentimentali, il film aveva come interprete Clara Kimball Young, J. Frank Glendon, Kathlyn Williams, Jack Pratt, Bertram Grassby, Gerard Alexander.

## Trama
Felicemente sposata con Jack Stanford, Vera è tormentata dal ricordo di un momento di passione in cui, nel passato, ha ceduto agli abbracci di Herbert Brooks. Quando Brooks si sposa con un'appartenente al giro di amici degli Stanford, Vera lo rivede e la sua vista le provoca un'emozione così grande che non può fare a meno di confessare tutto al marito, senza però rivelargli il nome dell'uomo in questione. Jack, gelosissimo, trae la conclusione che il "colpevole" sia Hugh Graham, un artista. L'episodio del passato diventa così anche l'ossessione di Jack, che non riesce a liberarsene, cosa che provoca l'infelicità di Vera. Alla fine, Jack depone ogni proposito di vendetta e i due sposi decideranno di mettere una pietra sopra lo spiacevole ricordo per ricominciare tutto da capo.

## Produzione
Il film fu prodotto dalla Equity Pictures Corporation.

## Distribuzione

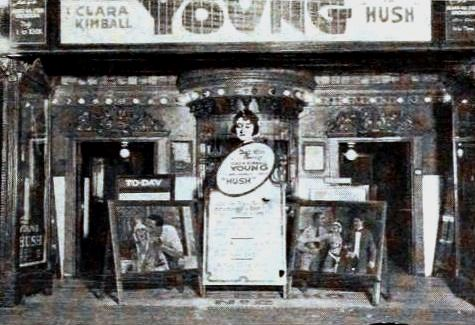
La sala dell'Alamo Theater di Atlanta con la pubblicità del film (1921)

Il copyright del film, richiesto dalla Equity Pictures, fu registrato il 24 dicembre 1920 con il numero LP15956.

Distribuito dalla Equity Pictures Corporation, il film uscì nelle sale statunitensi il 5 febbraio 1921. La Jans Film Service lo distribuì nel Regno Unito.
Non si conoscono copie ancora esistenti della pellicola che viene considerata presumibilmente perduta.